# Жуки (Юкаменский район)
Жуки́ — деревня в Юкаменском районе Удмуртии, входит в состав Юкаменского сельского поселения.

## География
Деревня находится на востоке от места впадения реки Уни в Лекму. Абсолютная высота — 194 м над уровнем моря.

### Часовой пояс
Деревня Жуки, как и вся Удмуртская Республика, находится в часовой зоне МСК+1. Смещение применяемого времени относительно UTC составляет +4:00.

## Население
| 2007 | 2010 | 2012 |
| ---- | ---- | ---- |
| 25   | ↘19  | ↗23  |

## Улицы
В деревне имеется одна улица — Подгорная.